# Tese da História Turca

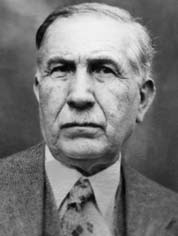
Yusuf Ziya Özer, professor de direito e um dos idealizadores da Tese de História Turca.

A Tese da História Turca (Türk Tarih Tezi) é uma tese ultranacionalista turca,   pseudo-histórica   que postula a crença de que os turcos se mudaram de sua terra natal ancestral na Ásia Central e migraram para a  China, Índia, Bálcãs, Oriente Médio e Norte da África em várias ondas, povoando as áreas para as quais haviam se mudado e trazendo civilização para seus habitantes nativos. A teoria foi desenvolvida no contexto do racismo científico pré-nazista, classificando os turcos como um "subgrupo alpino" da raça caucasiana.  A intenção da teoria era rejeitar as afirmações da Europa Ocidental de que os turcos pertenciam à raça "amarela ou mongol". Mustafa Kemal Atatürk interessou-se pessoalmente pelo assunto depois de lhe ter sido mostrado um livro em francês que afirmava que os turcos "pertenciam à raça amarela" e eram um povo "secundário".  

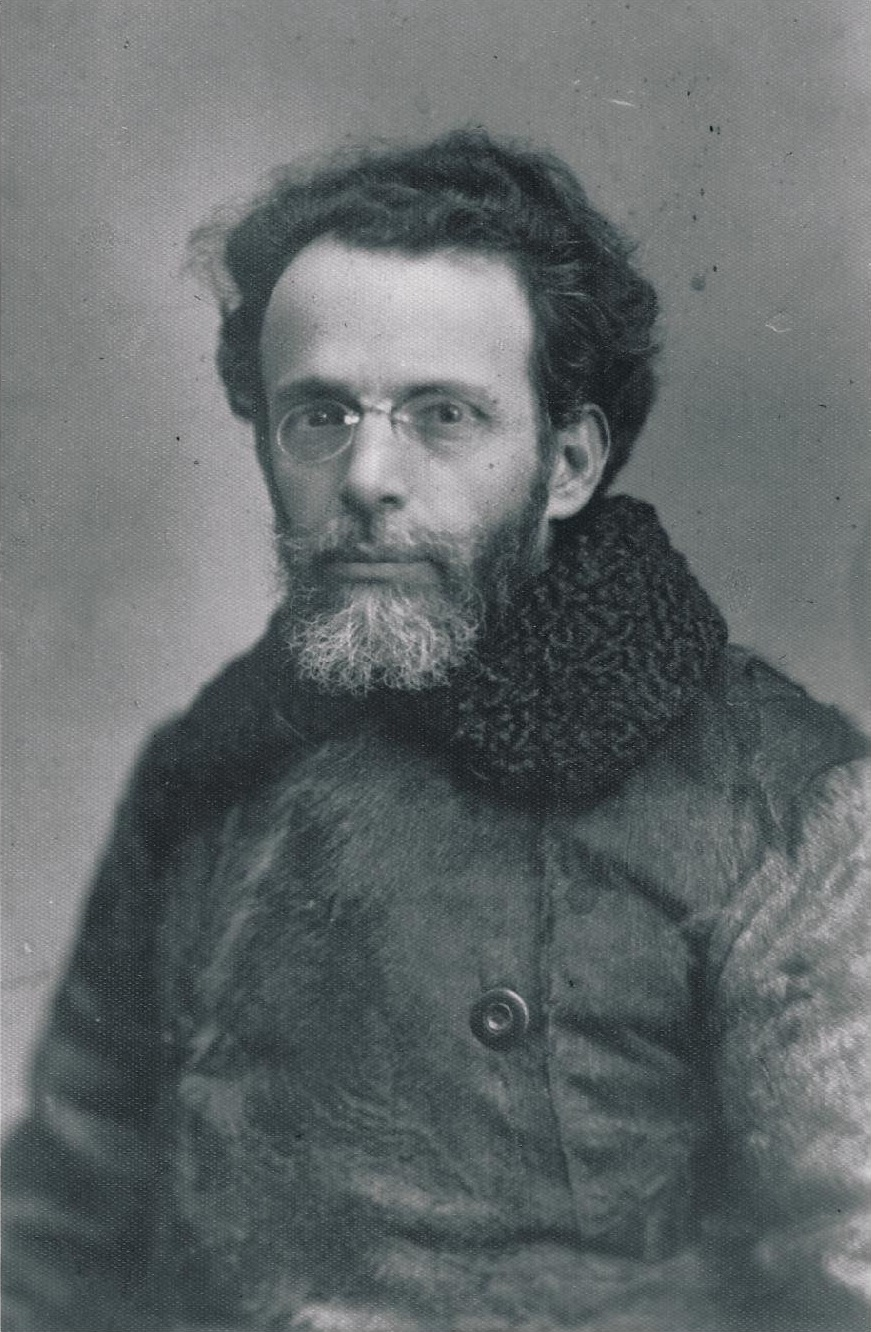
Ahmet Cevat Emre, um escritor influenciado pelo darwinismo social, sobre o qual escreveu na revista familiar mensal Muhit durante o início do período republicano.

Após a Primeira Guerra Mundial, os turcos se esforçaram para provar que eram iguais às nações ocidentais, uma tentativa que tinha conotações históricas e raciais. A Tese da História Turca criou uma terceira alternativa às narrativas existentes que alegavam que a Grécia ou a Mesopotâmia, ou ambas, eram os "berços" da civilização ocidental. A tese em si se apoiava em uma base intelectual espúria ao afirmar que os turcos tinham ascendência hitita, de origem ariana da Ásia Central. A tese insistia que todos os povos turcos tinham uma origem racial comum e também que eles criaram uma grande civilização em sua terra natal na Ásia Central em tempos pré-históricos e preservaram sua língua e características raciais desde então. De acordo com a tese, os turcos migraram originalmente da Ásia Central para a China e da China para a Índia, onde fundaram as civilizações de Moenjodaro e Harapa, e da Índia para outras partes do mundo.  
A Tese foi tornada pública durante o Primeiro Congresso Histórico Turco, realizado entre 2 e 11 de julho de 1932.  O congresso contou com a presença de dezoito professores da Universidade de Istambul (então conhecida como Dârülfünûn), alguns dos quais seriam demitidos após o congresso.  196 professores do ensino secundário turco foram também mencionados no protocolo do congresso.  O discurso de abertura pertenceu a Mahmut Esat Bozkurt, durante o qual ele criticou os estudiosos ocidentais por sua interpretação da história turca.  Ele afirmou que os turcos da Ásia Central deixaram a Idade da Pedra 7000 anos antes dos europeus e depois se dispersaram para o oeste como o primeiro povo a trazer a civilização aos humanos.  Afet İnan, filha adotiva de Mustafa Kemal Atatürk e membro do comitê de história turca das Lares Turcas, defendeu a visão de que os turcos eram o que era racialmente chamado de "braquicefálicos" e que eles estabeleceram uma civilização desenvolvida em torno de um "mar interior" que está localizado na Ásia Central.  Segundo ela, eles partiram depois que o “mar interior” secou devido às mudanças climáticas e, a partir daí, se espalharam e disseminaram a civilização para outras culturas, incluindo as culturas que existiam na China, Índia, Egito e Grécia.  As contradições internas da Tese da História Turca tornaram-se mais pronunciadas nas décadas seguintes, quando o Coronel Kurtcebe procurou conscientizar o povo turco moderno sobre sua conexão com a Ásia Central e os mongóis. Ele acreditava que a ênfase na educação histórica no estilo ocidental fez com que os turcos perdessem o interesse pela história da Mongólia.
A tese foi influenciada pelo livro Türk Tarihinin Ana Hatları (As principais linhas da história turca) publicado pelo Comitê para o Estudo da História Turca (TOTTTH) dos lares turcos  e se tornou um "dogma de estado"  que foi incluído nos livros escolares.   Durante o governo de Atatürk, acadêmicos como Hasan Reşit Tankut e Rıfat Osman Bey foram encorajados a que as descobertas de seus estudos em história e ciências sociais estivessem de acordo com a Tese Histórica Turca e a Teoria da Linguagem do Sol.  A Tese Histórica Turca está relacionada com a Teoria da Língua do Sol publicada em 1935, que estipula que todas as línguas têm origem na língua turca.  Acadêmicos proeminentes como Zeki Velidi Togan e Nihal Atsız, que desafiaram a Tese Histórica Turca, perderam seus empregos na Universidade. 

## Tese de História Turca e Hititas
O kemalismo proporcionou uma posição importante aos hititas e ao simbolismo hitita na construção da identidade e nacionalidade turcas. Pesquisadores kemalistas, como Ahmet Ağaoğlu (que foi conselheiro de Atatürk e um político que desempenhou um papel importante na criação da Constituição turca de 1924), acreditavam que a nação deveria retratar os hititas como uma raça turca dominadora do mundo com raízes firmes na Anatólia. 
Pesquisas genéticas modernas em amostras turcas mostram que os turcos da Anatólia são uma mistura de tribos turcas e nativos da Anatólia; no entanto, diferentemente da Tese da História Turca, essas duas misturas não se originam da mesma etnia, raça ou identidade. 